# 圣克拉拉战役
圣克拉拉战役（西班牙語：Batalla de Santa Clara）是古巴革命中的一场关键性战役，发生在1958年12月底的古巴圣克拉拉。结果是切·格瓦拉指挥的起义军击败政府军，占领圣克拉拉 。
这场战役对于反对富尔亨西奥·巴蒂斯塔独裁政权的起义军来说是一次决定性的胜利。在圣克拉拉被占领的12小时内，巴蒂斯塔逃离古巴，菲德尔·卡斯特罗领导的革命军宣布取得全面胜利。